# Легенда про різдвяного павука
Легенда про різдвяного павука — східноєвропейська народна казка про походження мішури на ялинках. Найбільше воно поширене на Заході України, де маленькі орнаменти у формі павука традиційно є частиною різдвяних прикрас.

## Легенда
Колись у маленькій хатині з дітьми жила бідна, але працьовита вдова. Одного літнього дня соснова шишка впала на земляну підлогу хатини і прижилася. Діти вдови доглядали за ялинкою, схвильовані перспективою мати ялинку до зими. Ялинка виросла, але коли настав Святвечір, вони не змогли дозволити собі її прикрасити. Діти, сумуючи, лягли спати і заснули. Рано вранці вони прокинулися і побачили дерево, вкрите павутинням. Коли вони відчиняли вікна, перші промені сонячного світла торкнулися павутини й перетворили її на золото й срібло. Вдова та її діти були дуже щасливі. Відтоді вони більше ніколи не жили в бідності.

### Варіанти
Інші версії замінюють сонячне світло на диво від Святого Миколая, Діда Мороза чи маленького Ісуса, і розповідають історію насамперед з точки зору павуків, які бажали побачити ялинку.

## Походження
Походження народної казки невідомі, проте вважається, що вона походить або з Німеччини, або з України. Вона може бути заснованою на давнішій європейській забобоні про павуків, які приносять щастя, або навпаки, що знищення павутини до того, як павук у безпеці, призводить до біди. За твердженням Любові Волинець, куратора народного мистецтва Українського музею в Нью-Йорку, традиція є українською і сягає кінця 1800-х або початку 1900-х років.

## Вплив
У Німеччині, Польщі та Україні знайти павука чи павутину на ялинці вважається знаком удачі. Вважається, що традиція використовувати мішуру походить завдяки цій історії. Українці створюють маленькі ялинкові прикраси у формі павука (відомі як павучки), зазвичай з паперу та дроту, а також прикрашають ялинки штучними павутинками.